# Aldo Curti
Aldo Curti, né le 27 février 1987 à Ebolowa (Cameroun), est un joueur de basket-ball professionnel franco-camerounais. Il mesure 1,80 m, et évolue au poste de meneur.

## Biographie
En juin 2012, il s'engage avec le BCM Gravelines Dunkerque. Il retourne à Orléans à l'été 2013. 
Lors de la saison 2015-2016, sans club depuis la fin de son contrat avec Dijon, le CSP Limoges l'autorise à s'entraîner avec son effectif.
Après une saison difficile en Nationale 1 à Orchies, il se retrouve sans club en 2016-2017.
En 2017-2018, il retrouve les terrains en Nationale 2 à Metz. Ses performances lui permettent de signer un contrat avec le BC Souffelweyersheim en Nationale 1 pour la saison 2018-2019. Il rejoint l'Union Tours Basket Métropole la saison suivante.

## Palmarès
- Médaille de Bronze au Championnat d'Europe Junior en 2004
- Finaliste de la Semaine des As en 2009 et 2010
- Vice-Champion de France de Pro A 2009
- Vainqueur de la Coupe de France 2010 avec Orléans
- Finaliste de la Coupe de France 2012 avec le Limoges CSP
- Champion de France Pro B 2011-2012 avec le Limoges CSP
- Vainqueur de la Disney Land Leaders Cup 2013 avec le BCM Gravelines Dunkerque

La grande majorité de son palmarès s'est construit dans le club de basket-ball d'Orléans, l'Entente Orléanaise Loiret, dans lequel il évoluait de 2007 à 2011.